# خانواده کوالسکی در برابر خانواده کوالسکی
خانواده کوالسکی در برابر خانواده کوالسکی (لهستانی: Kowalscy kontra Kowalscy) یک مجموعه تلویزیونی کمدی-درام لهستانی است که در سال ۲۰۲۱ منتشر شد.

## خلاصۀ داستان
یان و نیکودِم، دو نوزاد از دو خانواده غیرمرتبط - هر دو با نام خانوادگی کوالسکی - پس از به دنیا آمدن، در بیمارستان قاطی می‌شوند و به خانواده‌های اشتباهی تحویل می‌گردند. یان به تاجری به نام پیوتر کوالسکی و همسرش آنا که خانواده‌ای ثروتمند بوده و در ویلایی مجلل زندگی می‌کنند، داده می‌شود. در همین حال، نیکودِم با هنریک و یادویگا کوالسکی، خانواده‌ای بی‌سواد و فقیر که در کلبه‌ای خراب زندگی می‌کنند، داده می‌شود. پس از ۱۷ سال دو خانواده به حقیقت ماجرا پی می‌برند و در می‌یابد که فرزند آن خانوادهٔ دیگر را تحویل گرفته و بزرگ کرده‌اند.

## گزیدهٔ بازیگران
- پیوتر آدامچیک
- ماریتا ژوکوفسکا
- وویچیخ متسفالدوفسکی
- کاتاژینا کویاتکوفسکا
- پاوئو واوژتسکی
- پاتریک سبولسکی
- یاکوب زدرویکوفسکی
- کاژیمیش مازور (پدر)
- کاژیمیش مازور (پسر)
- میکووای چیشلاک
- یوآنا اورلئانسکا
- ویکتوریا گونشیفسکا
- بارتوش اُبوخوویچ
- پشمیسواف بلوشچ
- آرکادیوش نادر
- آنا چارتوریسکا-نیمچیتسکا
- یژی بونچاک

## قسمت‌ها
| فصل | تعداد کلی قسمت‌ها | تاریخ پخش   | تاریخ پخش  |
| فصل | تعداد کلی قسمت‌ها | قسمت اول    | قسمت آخر   |
| --- | ---------------- | ----------- | ---------- |
| ۱   | ۲۰               | ۶ مارس ۲۰۲۱ | ۸ مه ۲۰۲۱  |
| ۲   | ۲۴               | ۵ مارس ۲۰۲۲ | ۲۸ مه ۲۰۲۲ |